# Jane Wilde Hawking
Jane Wilde Hawking, nata Beryl Jane Wilde (St Albans, 29 marzo 1944), è una scrittrice e educatrice britannica, ex moglie di Stephen Hawking e autrice della biografia Verso l'infinito.

## Biografia
Nata da Beryl Eagleton e Georg Wild, è nata e cresciuta a St Albans, cristiana osservante della Chiesa d'Inghilterra. Ha studiato lingue al Westfield College dell'University of London ed ha ottenuto un Ph.D. in filologia romanza ad aprile 1981, dottorato di ricerca che a sua detta, le assicurava "un'identità accademica all'interno di Cambridge". Nel 1965 ha sposato Stephen Hawking, che aveva incontrato a una festa all'università e con il quale ha avuto tre figli: Robert (1967), Lucy (1970) e Tim (1979). Jane e Stephen si sono separati nel 1990 e hanno divorziato cinque anni dopo.
Durante il suo matrimonio con Stephen Hawking, mentre la malattia del marito degenerava, Jane si è ammalata di depressione. In un'intervista del 2004, ha citato la sua fede cristiana come fonte di speranza durante il matrimonio e la depressione, una nota quasi ironica della sua forza basata sulla fede alla luce del noto ateismo di Stephen Hawking. 
Cinque anni dopo il divorzio, ha sposato il musicista Jonathan Jones, con il quale vive tuttora. Ha continuato tuttavia a sostenere il suo ex marito, che nonostante i suoi problemi di salute continuava a lavorare. Nel finale del suo diario del 2007, Travelling to Infinity, dice del primo marito Stephen, dopo il suo secondo divorzio dall'infermiera Elaine Mason: "Siamo in grado di ritrovarci di nuovo liberamente e goderci insieme molte occasioni in famiglia. È stato un po' come ai vecchi tempi…".
Nel 1999 ha scritto un'autobiografia sul suo matrimonio con Stephen, Music to Move the Stars: A Life with Stephen. Dal libro è stato tratto il film La teoria del tutto. Dopo che il fisico si è separato dalla seconda moglie Elaine, Jane e Stephen hanno iniziato una collaborazione professionale. Nel 2008 è stata pubblicata un'edizione aggiornata della precedente biografia, pubblicata col titolo Verso l'infinito.

## Opere
- Music to Move the Stars: A Life with Stephen Macmillan Publishers, London, 1999 ISBN 0-333-74686-4
- Verso l'infinito. La vera storia di Jane e Stephen Hawking in «La teoria del tutto» (Travelling to Infinity – My Life with Stephen), Piemme, 2015, ISBN 978-88-566-4385-5.
- La mia musica segreta, Piemme, 2017